# Gabriël van Oordt

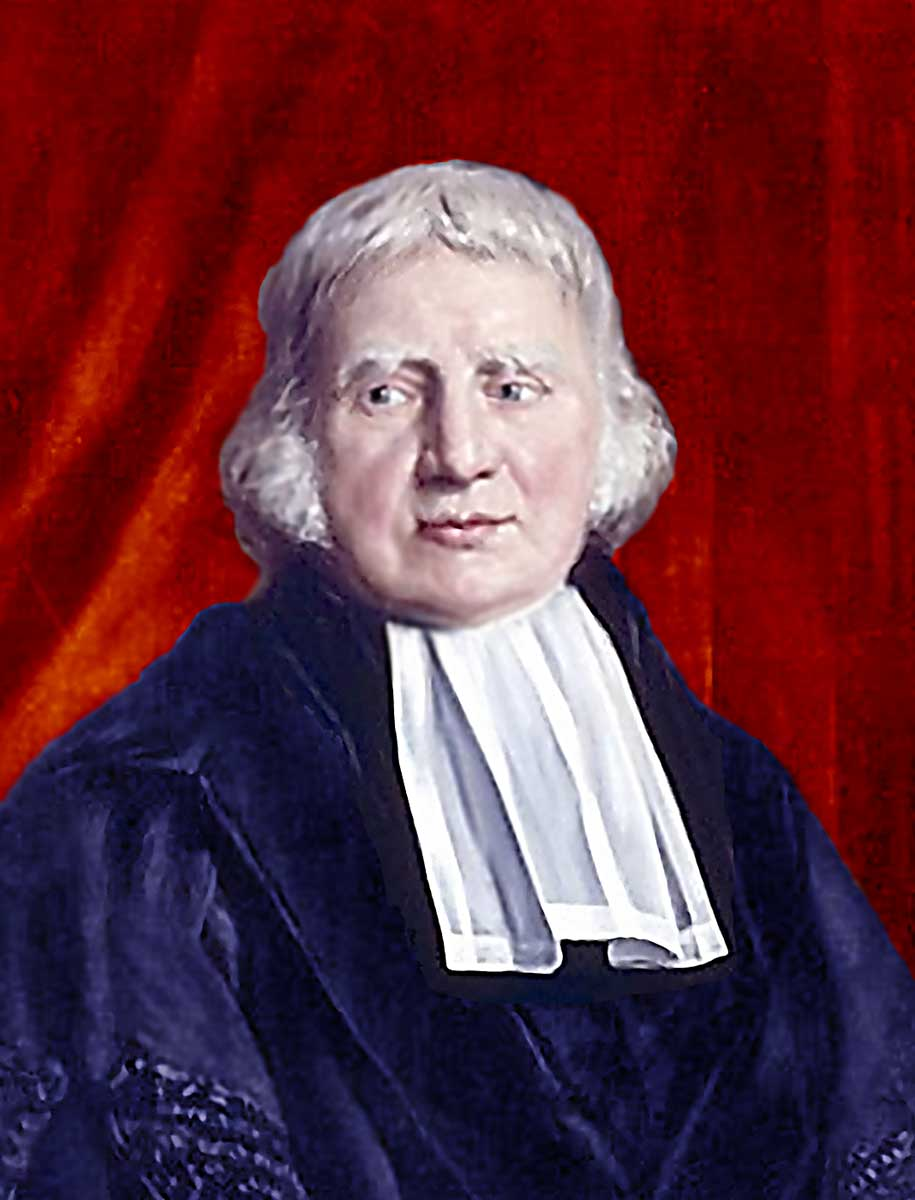
P.C. Wonder, Gabriël van Oordt

Gabriël van Oordt, heer van Leuvenum (Rotterdam 24 september 1757 - aldaar, 16 november 1836) was hoogleraar in de godgeleerdheid aan de Universiteit van Utrecht.

## Familie
Van Oordt, lid van de in het Nederland's Patriciaat opgenomen familie Van Oordt, was een zoon van Hendrik van Oordt (1710-1805), suikerraffinadeur en reder, en diens tweede vrouw Willemina van Charante (1723-1802). Hij trouwde in 1800 met Henriette Maria Vosmaer (1851-1815) en in 1821 met Anna Geertruy Jacoba Bosch, vrouwe van Bunschoten, Spakenburg en Dijkhuizen (1767-1826); deze laatste heerlijkheden zijn nog steeds in het bezit van de familie Van Oordt. Uit beide huwelijken werden geen kinderen geboren.

## Leven en werk
Van Oordt studeerde theologie te Leiden en te Utrecht. In 1784 werd hij predikant te Oegstgeest, in 1787 te Vlissingen en in 1789 te Haarlem. Op 22 mei 1804 werd hij benoemd tot hoogleraar aan de Universiteit van Utrecht. Na eerst op 4 oktober 1804 te zijn gepromoveerd (noodzakelijk alvorens zijn intrede als hoogleraar te kunnen doen) hield hij zijn oratie op de 11e oktober waarmee hij effectief hoogleraar werd. Hij was in het academiejaar 1809-1810 rector magnificus en in 1815 assessor en secretaris van de senaat. Hij was medeoprichter in 1797 van het Nederlandsch Zendeling Genootschap en in 1814 van Het Nederlands Bijbelgenootschap. In 1822 ging hij met emeritaat, op eigen verzoek wegens zijn gezondheidstoestand. Vanaf 1823 verbleef hij 's zomers op zijn landgoed Leuvenum op de Veluwe.